# 手稲鉄北ショッピングセンター
手稲鉄北ショッピングセンター（ていねてつほくショッピングセンター）は北海道札幌市手稲区前田にあるショッピングセンター。
北海道旅客鉄道（JR北海道）所有の敷地に所在し、本項では同敷地内に所在するその他の施設についても併せて述べる。

## 概要
JR手稲社宅（旧国鉄アパート）が老朽化によって解体され、その跡地を利用して建設された。
2001年（平成13年）にジェイ・アール生鮮市場手稲前田店が開業（店舗面積：800m2）。JR社宅が段階的に解体される中、老朽化と買い物客からの狭隘化や商品の不足の声を受けて、更地となった北側に新築増床移転。旧店舗は改修された後、サッポロドラッグストアーが居抜き出店した。
2021年（令和3年）7月末に、天然温泉極楽湯さっぽろ手稲店が施設の老朽化とフランチャイズ契約の終了により閉業。建物解体後、跡地は北海道ジェイ・アール都市開発とアルファコートが共同で再開発を行い、2023年（令和5年）春までにマンションと商業施設が開業するとJR北海道が発表。2022年（令和4年）春から再開発事業が着手され、同年11月から2023年（令和5年）4月にかけて順次開業した。

## 沿革
- 2001年（平成13年）9月4日：JR社宅手稲アパート（旧国鉄アパート）跡地にジェイ・アール生鮮市場手稲前田店が開業[5]。
- 2005年（平成17年）7月7日：天然温泉極楽湯さっぽろ手稲店開業[20]。
- 2015年（平成27年）
  - 4月：ブランJR手稲開業[21]。
  - 8月23日：ジェイ・アール生鮮市場手稲前田店が移転のため一時閉店[22]。
  - 8月28日：手稲鉄北ショッピングセンター（ジェイ・アール生鮮市場手稲前田店新店舗）開業[7]。
  - 11月12日：サッポロドラッグストアー手稲前田2条店開業。
- 2016年（平成28年）10月19日：シャトレーゼ手稲店開業。
- 2017年（平成29年）9月14日：コメダ珈琲店手稲前田店開業[23]。
- 2018年（平成30年）6月6日：メディモテイネ開業。
- 2021年（令和03年）7月31日：天然温泉極楽湯さっぽろ手稲店閉業[8][9]。
- 2022年（令和04年）春：天然温泉極楽湯さっぽろ手稲店跡地の再開発事業着手[11][12]。
- 2023年（令和05年）春：再開発事業によるマンション・商業施設開業[11][12][19]。

## 主な施設
- ジェイ・アール生鮮市場手稲前田店 - 店舗面積：954m2[6]
  - JR手稲社宅10、13号棟跡地に建設
- サツドラ手稲前田2条店 - 店舗面積：967m2[6]
- ダイソー手稲ショッピングセンター店
- 海鮮寿しトリトン手稲店
- シャトレーゼ手稲店 - 店舗面積：158m2[6]
- ペンギンベーカリー手稲前田店
- ジュノール手稲
  - 東京油組総本店手稲組
  - 築地銀だこ手稲店
  - アジアンリラクゼーションヴィラ手稲店
  - ブライトデンタルケアオフィス
  - ジャンボランドリー洗美前田店

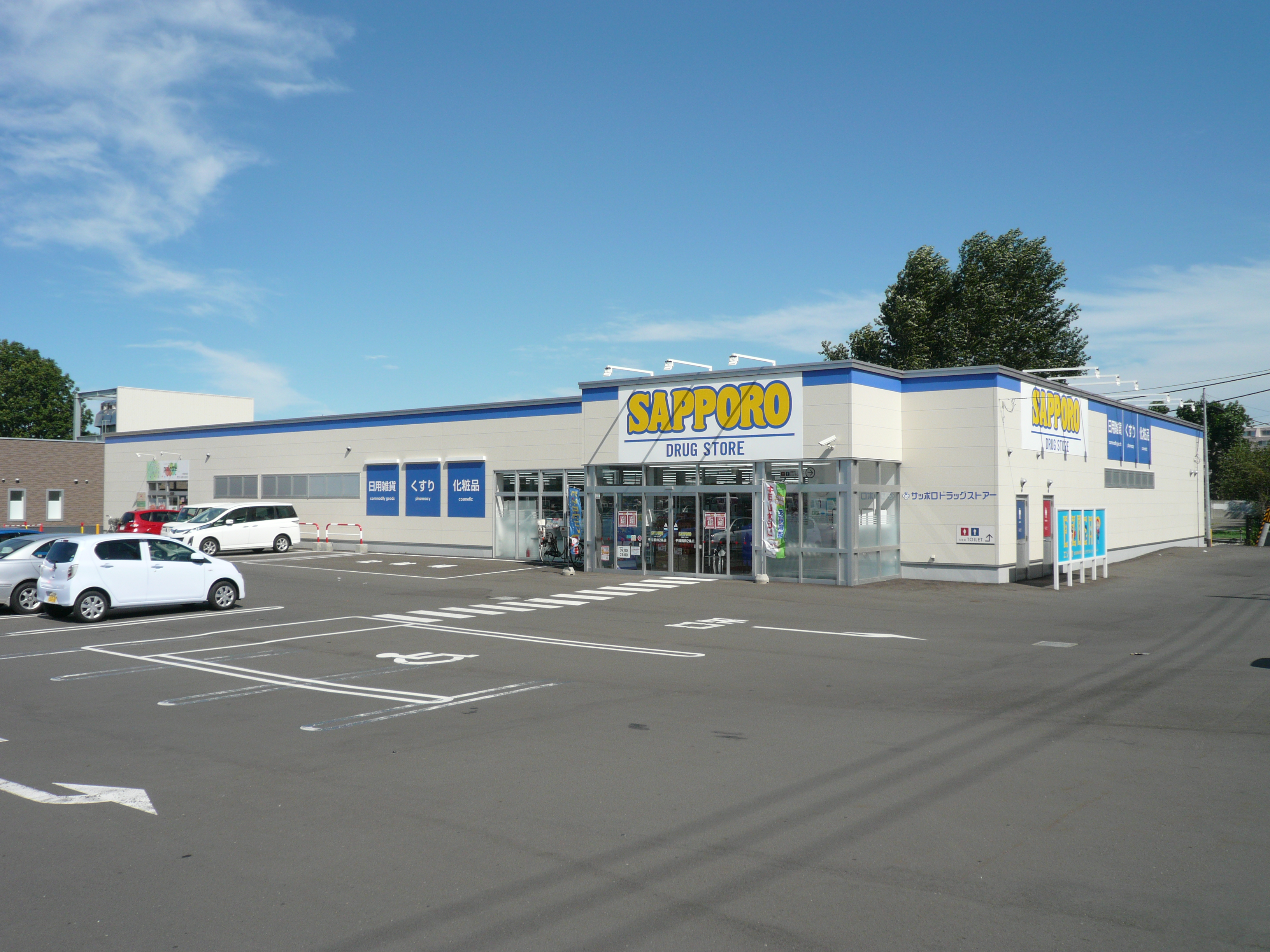
サツドラ手稲前田2条店
海鮮寿しトリトン手稲店
ジュノール手稲
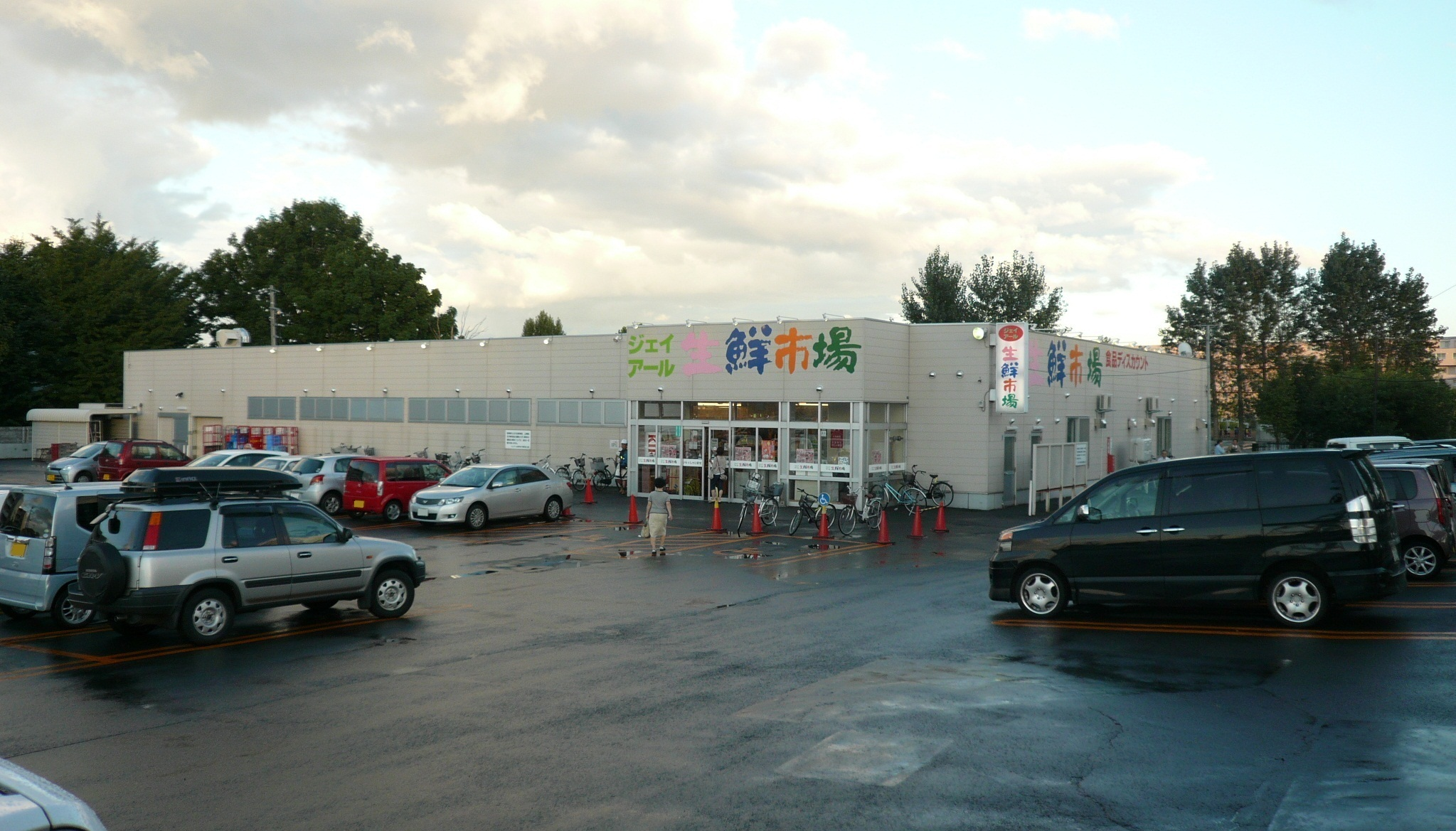
ジェイ・アール生鮮市場手稲前田店旧店舗

## その他の施設
北海道旅客鉄道の所有する同敷地内に、以下の施設が所在する。
- ブランJR手稲
  - ミサワホーム北海道が運営するサービス付き高齢者向け住宅[5][21][24]。
- コメダ珈琲店手稲前田店
  - 正和製菓がフランチャイズ運営する喫茶店[23][25]。
- メディモテイネ
  - 札幌ファシリティ・マネジメントが運営するメディカルモール。

### 営業終了した施設
- 天然温泉極楽湯さっぽろ手稲店
  - 北海道ジェイ・アール・フーズ→北海道キヨスク（現：JR北海道フレッシュキヨスク）がフランチャイズ運営していたスーパー銭湯[20]。
  - 施設の老朽化とフランチャイズ契約の終了により、2021年（令和3年）7月31日で閉店[8][9]。建物は2021年（令和3年）12月までに解体され、跡地は再開発事業によりマンションと商業施設が建設された[10][11][12][17][18][26]。

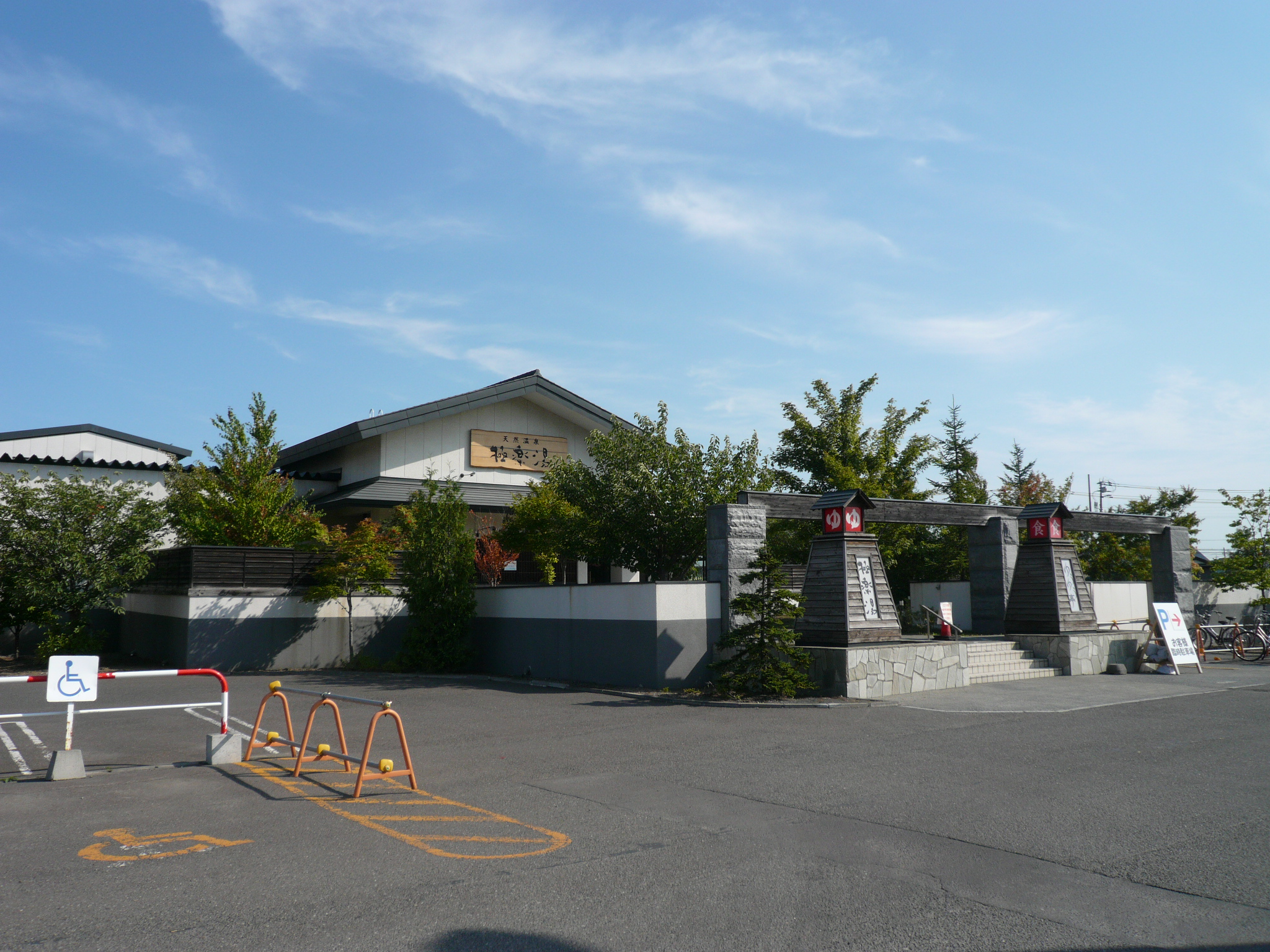
旧天然温泉極楽湯さっぽろ手稲店

## 周辺
- 樽川通
- 手稲駅西通
- 北海道旅客鉄道（JR北海道）函館本線手稲駅
- 医療法人渓仁会本部
  - 手稲渓仁会病院・手稲渓仁会クリニック
- 札幌市立手稲鉄北小学校
- 北海道電力前田変電所
- 手稲緑道

## 交通機関
鉄道
- 北海道旅客鉄道（JR北海道）函館本線手稲駅から徒歩5分。

路線バス
- ジェイ・アール北海道バス札樽線「前田変電所前」停留所から徒歩1分。